# 苏木 (行政区划)
苏木（原意为“箭”），是北亚蒙古地区特有的基层行政区单位。現時全世界有蒙古國、俄羅斯（图瓦共和国、布里亚特共和国）以及中華人民共和國内蒙古自治区設有苏木。三国苏木之間，因各国制度不同，而有明显行政差異。
后金皇太极时期，漠南蒙古部落或被征服，或被兼并。后金将广大的地域纳入版图后，仿照八旗将蒙古部落编为旗分，实行建旗划界的管理策略。而随着蒙古诸旗管辖牧地的固定，旗、苏木亦成为蒙古地区特有的基层行政区单位。“苏木实分治土地人民”，各旗佐领（苏木）数额迥异，多者四十六，少者三”。蒙古语中，称副章京为“梅楞”，称参领为“札兰”，佐领既是“苏木”。现代蒙古国的苏木列于省（艾马克）之下，中文一般译为“县”。俄罗斯联邦的苏木列为村委员会，属于第三级行政区划。中国的苏木为乡级行政区。

## 蒙古國
苏木是蒙古國二级行政区划，一種介乎一级行政区划省及三级行政区划“巴嘎”（翻译为“村”或“街道”）之間的行政区划單位，每個苏木有人口約3000人。現時蒙古國全國總共有347苏木。中文一般将蒙古国的“苏木”翻译为“县”。

## 中华人民共和国
苏木是中国内蒙古地区四级行政区划，与乡处同一层区划层次，分布于内蒙古自治区的牧业地区，一種介乎三级行政区划旗及五级行政区划嘎查之間的行政区划單位。随着经济和社会的发展，近年如同农业地区的乡镇合并一样，苏木也存在合并，或撤苏木设镇等行政区划调整。
根据2000年第五次人口普查登记的详细资料，内蒙古自治区2000年有385个苏木（不含调查设定的虚拟苏木）。除呼和浩特和乌海2地级市外，其余10市盟管辖区域均分布有苏木区划类型，其中锡林郭勒盟111个，占28.5%；通辽市81个，占20.8%；赤峰市43个，占11%；伊克昭盟38个，占9.7%；其余5市盟苏木数量分别为：阿拉善盟32个，兴安盟28个，巴彦淖尔盟24个，乌兰察布盟20个，包头市13个。到2003年，内蒙古自治区乡级行政区划中，苏木279个，民族苏木2个；到2006年，内蒙古行政区划中，苏木98个。截至2022年12月31日，中华人民共和国共有153个苏木和1个民族苏木，全部在内蒙古自治区。
与乡镇类似，日常行政中，政务由中国共产党在各苏木的党委领导，苏木党委书记为一把手。苏木人民政府的行政长官即苏木达，为苏木党委副书记，协助苏木党委书记工作。苏木人民政府的副职称副苏木达。

### 内蒙古自治区现存各苏木列表
| 地级行政区       | 县级行政区              | 苏木名称 |
| ---------------- | ----------------------- | --- |
| 包头市（5）      | 石拐区（1）             | 吉忽伦图苏木                                                                                                 |
| 包头市（5）      | 九原区（1）             | 阿嘎如泰苏木                                                                                                 |
| 包头市（5）      | 达尔罕茂明安联合旗（3） | 达尔罕苏木、巴音敖包苏木、查干哈达苏木                                                                       |
| 赤峰市（19）     | 阿鲁科尔沁旗（4）       | 罕苏木苏木、赛汉塔拉苏木、巴拉奇如德苏木、巴彦温都尔苏木                                                     |
| 赤峰市（19）     | 巴林左旗（2）           | 查干哈达苏木、乌兰达坝苏木                                                                                   |
| 赤峰市（19）     | 巴林右旗（4）           | 西拉沐沦苏木、巴彦塔拉苏木、幸福之路苏木、查干沐沦苏木                                                       |
| 赤峰市（19）     | 克什克腾旗（4）         | 达日罕乌拉苏木、巴彦查干苏木、浩来呼热苏木、乌兰布统苏木                                                     |
| 赤峰市（19）     | 翁牛特旗（4）           | 阿什罕苏木、新苏莫苏木、白音套海苏木、格日僧苏木                                                             |
| 赤峰市（19）     | 敖汉旗（1）             | 敖润苏莫苏木                                                                                                 |
| 通辽市（26）     | 科尔沁区（1）           | 莫力庙苏木                                                                                                   |
| 通辽市（26）     | 科尔沁左翼中旗（4）     | 图布信苏木、协代苏木、白兴吐苏木、花胡硕苏木、敖包苏木                                                       |
| 通辽市（26）     | 科尔沁左翼后旗（5）     | 阿都沁苏木、茂道吐苏木、巴胡塔苏木、散都苏木、巴彦毛都苏木                                                   |
| 通辽市（26）     | 库伦旗（2）             | 茫汗苏木、先进苏木                                                                                           |
| 通辽市（26）     | 奈曼旗（4）             | 黄花塔拉苏木、固日班花苏木、白音他拉苏木、明仁苏木                                                           |
| 通辽市（26）     | 扎鲁特旗（8）           | 格日朝鲁苏木、乌力吉木仁苏木、巴彦塔拉苏木、道老杜苏木、前德门苏木、乌兰哈达苏木、查布嘎图苏木、乌额格其苏木 |
| 通辽市（26）     | 霍林郭勒市（1）         | 达来胡硕苏木                                                                                                 |
| 鄂尔多斯市（6）  | 达拉特旗（1）           | 展旦召苏木                                                                                                   |
| 鄂尔多斯市（6）  | 准格尔旗（1）           | 布尔陶亥苏木                                                                                                 |
| 鄂尔多斯市（6）  | 鄂托克旗（2）           | 苏米图苏木、阿尔巴斯苏木                                                                                     |
| 鄂尔多斯市（6）  | 杭锦旗（1）             | 伊和乌素苏木                                                                                                 |
| 鄂尔多斯市（6）  | 乌审旗（1）             | 苏力德苏木                                                                                                   |
| 呼伦贝尔市（19） | 鄂温克族自治旗（5）     | 伊敏苏木、辉苏木、锡尼河东苏木、锡尼河西苏木、巴彦嵯岗苏木                                                   |
| 呼伦贝尔市（19） | 陈巴尔虎旗（4）         | 鄂温克民族苏木、东乌珠尔苏木、巴彦哈达苏木、西乌珠尔苏木                                                     |
| 呼伦贝尔市（19） | 新巴尔虎左旗（5）       | 新宝力格苏木、乌布尔宝力格苏木、吉布胡郎图苏木、罕达盖苏木、甘珠尔苏木                                       |
| 呼伦贝尔市（19） | 新巴尔虎右旗（4）       | 克尔伦苏木、贝尔苏木、达赉苏木、宝格德乌拉苏木                                                               |
| 呼伦贝尔市（19） | 额尔古纳市（1）         | 蒙兀室韦苏木                                                                                                 |
| 巴彦淖尔市（10） | 磴口县（1）             | 沙金套海苏木                                                                                                 |
| 巴彦淖尔市（10） | 乌拉特前旗（2）         | 额尔登布拉格苏木、沙德格苏木                                                                                 |
| 巴彦淖尔市（10） | 乌拉特中旗（4）         | 巴音乌兰苏木、呼鲁斯太苏木、新忽热苏木、川井苏木                                                             |
| 巴彦淖尔市（10） | 乌拉特后旗（3）         | 获各琦苏木、巴音前达门苏木、乌盖苏木                                                                         |
| 乌兰察布市（9）  | 察哈尔右翼中旗（2）     | 乌兰哈页苏木、库伦苏木                                                                                       |
| 乌兰察布市（9）  | 察哈尔右翼后旗（2）     | 当郎忽洞苏木、乌兰哈达苏木                                                                                   |
| 乌兰察布市（9）  | 四子王旗（5）           | 查干补力格苏木、脑木更苏木、红格尔苏木、江岸苏木、巴音敖包苏木                                               |
| 兴安盟（12）     | 科尔沁右翼前旗（3）     | 乌兰毛都苏木、阿力得尔苏木、桃合木苏木                                                                       |
| 兴安盟（12）     | 科尔沁右翼中旗（6）     | 新佳木苏木、代钦塔拉苏木、哈日诺尔苏木、巴彦茫哈苏木、巴彦淖尔苏木、额木庭高勒苏木                           |
| 兴安盟（12）     | 扎赉特旗（3）           | 巴彦乌兰苏木、阿拉达尔吐苏木、宝力根花苏木                                                                   |
| 锡林郭勒盟（32） | 二连浩特市（1）         | 格日勒敖都苏木                                                                                               |
| 锡林郭勒盟（32） | 锡林浩特市（3）         | 宝力根苏木、朝克乌拉苏木、巴彦宝拉格苏木                                                                     |
| 锡林郭勒盟（32） | 阿巴嘎旗（4）           | 那仁宝拉格苏木、伊和高勒苏木、吉尔嘎郎图苏木、巴彦图嘎苏木                                                   |
| 锡林郭勒盟（32） | 苏尼特左旗（4）         | 巴彦乌拉苏木、赛罕高毕苏木、洪格尔苏木、达来苏木                                                             |
| 锡林郭勒盟（32） | 苏尼特右旗（4）         | 桑宝力格苏木、额仁淖尔苏木、赛罕乌力吉苏木、阿其图乌拉苏木                                                   |
| 锡林郭勒盟（32） | 东乌珠穆沁旗（4）       | 呼热图淖尔苏木、萨麦苏木、嘎海乐苏木、阿拉坦合力苏木                                                         |
| 锡林郭勒盟（32） | 西乌珠穆沁旗（2）       | 巴彦胡舒苏木、乌兰哈拉嘎苏木                                                                                 |
| 锡林郭勒盟（32） | 太仆寺旗（1）           | 贡宝拉格苏木                                                                                                 |
| 锡林郭勒盟（32） | 镶黄旗（2）             | 翁贡乌拉苏木、宝格达音高勒苏木                                                                               |
| 锡林郭勒盟（32） | 正镶白旗（3）           | 伊和淖尔苏木、乌兰查布苏木、宝拉根陶海苏木                                                                   |
| 锡林郭勒盟（32） | 正蓝旗（4）             | 宝绍岱苏木、那日图苏木、赛音胡都嘎苏木、扎格斯台苏木                                                         |
| 阿拉善盟（16）   | 阿拉善左旗（6）         | 巴彦木仁苏木、乌力吉苏木、巴彦诺日公苏木、额尔克哈什哈苏木、银根苏木、超格图呼热苏木                         |
| 阿拉善盟（16）   | 阿拉善右旗（4）         | 阿拉腾朝格苏木、曼德拉苏木、塔木素布拉格苏木、巴音高勒苏木                                                   |
| 阿拉善盟（16）   | 额济纳旗（6）           | 赛汉桃来苏木、马鬃山苏木、苏泊淖尔苏木、巴彦陶来苏木、温图高勒苏木、巴音陶海苏木                             |

## 俄罗斯
苏木（羅馬化：Sumon）是在俄罗斯图瓦共和国的行政区划单位，另外一个词（羅馬化：Somon）是布里亚特共和国的行政区划单位。两者在俄语中都是同一个词“selsoviet”，中文一般翻译为“村”。